# Umspannwerk Hoheneck
Das Umspannwerk Hoheneck (auch Umspannanlage Hoheneck, Umspannwerk Ludwigsburg-Hoheneck oder Station Hoheneck) ist ein großes Umspannwerk im Ludwigsburger Stadtteil Hoheneck mit zwei durch eine Straße getrennten  Teilbereichen als gemeinsame Anlage zweier Übertragungsnetzbetreiber, Amprion und Transnet BW. Es verfügt über die Spannungsebenen 380 und 110 kV und bildet damit einen der wichtigsten Knotenpunkte im südwestdeutschen Übertragungsnetz, insbesondere in der Region Stuttgart.
Gebaut wurde das Umspannwerk Hoheneck zwischen 1925 und 1928 als Teil der Nord-Süd-Leitung des RWE, des damals weltweit längsten Verbundleitungs-Systems zwischen dem Rheinland und den Alpen. Im Jahr 1957 wurde Hoheneck mit dem Bau einer Leitung nach Rommerskirchen als südlicher Endpunkt der damals deutschlandweit ersten 380-kV-Leitung auch ein Knotenpunkt im Höchstspannungsnetz, weshalb die Anlage mehrfach stark erweitert wurde. Auf dem Gelände befindet sich darüber hinaus die „Gruppenschaltleitung Süd“ der Amprion GmbH, die das südliche Teilnetz des Übertragungsnetzbetreibers überwacht und steuert.
Eine Besonderheit der Anlage ist, dass sie von zwei unterschiedlichen Übertragungsnetzbetreibern (Amprion bzw. Transnet BW) betrieben wird. Auch auf der Hochspannungsebene ist die Anlage in die Netze zweier Verteilnetzbetreiber (Syna (ehem. Süwag/Kawag) und Netze BW) eingebunden, was sich in räumlich getrennten 110-kV-Schaltanlagen manifestiert.

## Lage und Anbindung
Die Anlage erstreckt sich über eine Fläche von rund 24 Hektar auf der Anhöhe Kugelberg auf etwa 269 m ü. NN, auf dem Gebiet des unmittelbar angrenzenden Ludwigsburger Stadtteils Hoheneck. Die Ludwigsburger Innenstadt liegt nur etwa 2 km südlich, die Landeshauptstadt Stuttgart etwa 15 km südlich und Heilbronn etwa 25 km nördlich. Unmittelbar nördlich der Anlage, auf der gegenüberliegenden Seite der Zufahrtsstraße, befinden sich mehrere Sportplätze und ein Tierheim. Die Bahnstrecke Backnang–Ludwigsburg verläuft in einiger Entfernung westlich an der Umspannanlage vorbei. Zum Transport der Leistungstransformatoren existiert von dieser aus ein Gleisanschluss, der das Werksareal von Südwesten her erreicht und sich dort auf zwei Stränge aufteilt.
Zwischen dem westlichen 380-kV-Anlagenteil und dem größeren, östlichen Teil des Umspannwerks verläuft eine öffentliche Straße. Beide Anlagenteile sind somit nicht zusammenhängend. Im nordwestlichen Bereich des östlichen Anlagenteils befinden sich die Betriebsgebäude der Gruppenschaltleitung Süd. Auch die weiteren Netzbetreiber der Anlage, Syna und Netze BW, unterhalten auf dem Gelände eigene Betriebsgebäude. Die EnBW unterhält am Standort eins von 66 Betriebszentren. Unmittelbar grenzen auch einige Wohngebäude an.

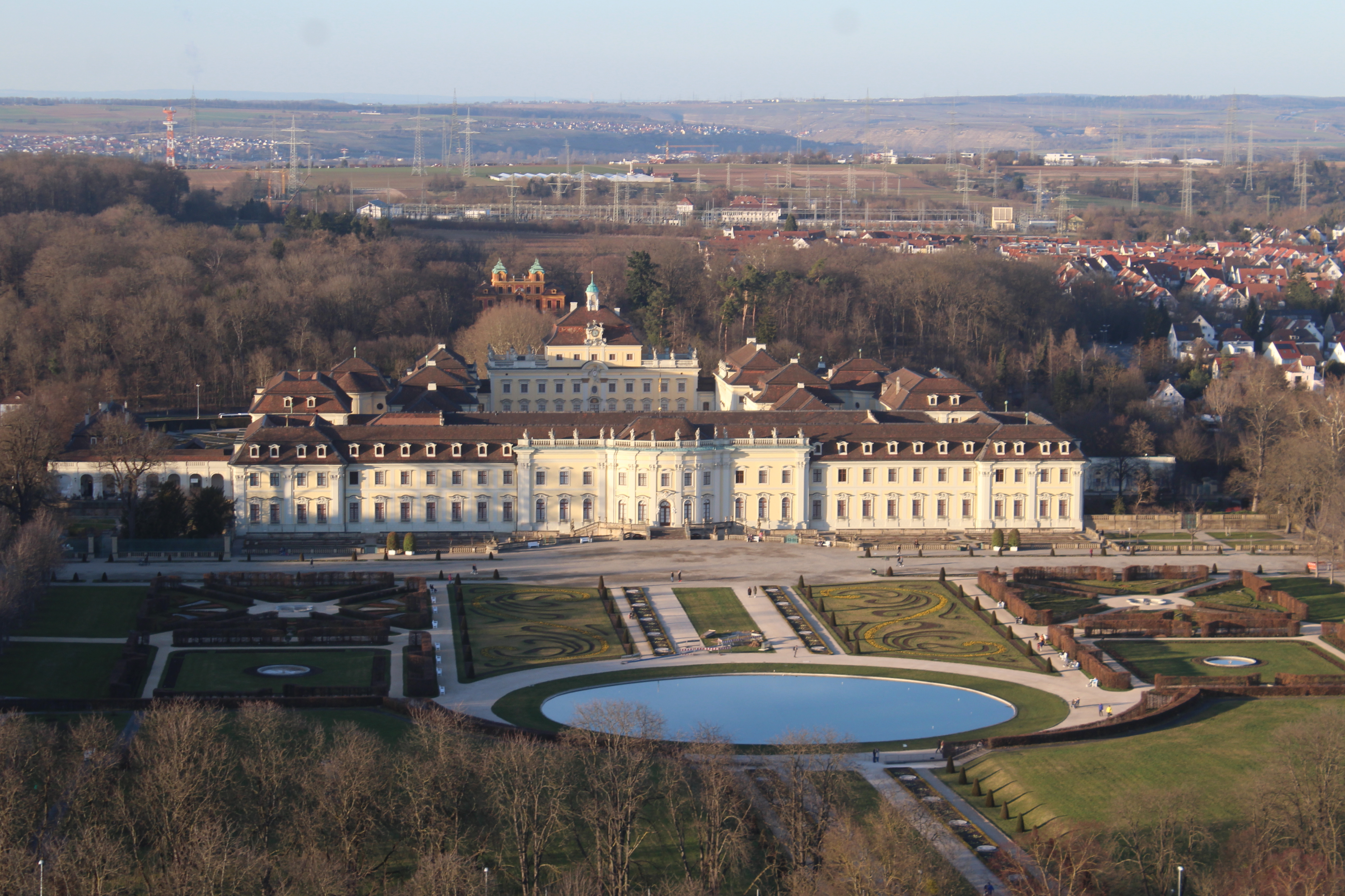
Das Schloss Ludwigsburg mit Umspannwerk Hoheneck und zuführenden Freileitungen im Hintergrund
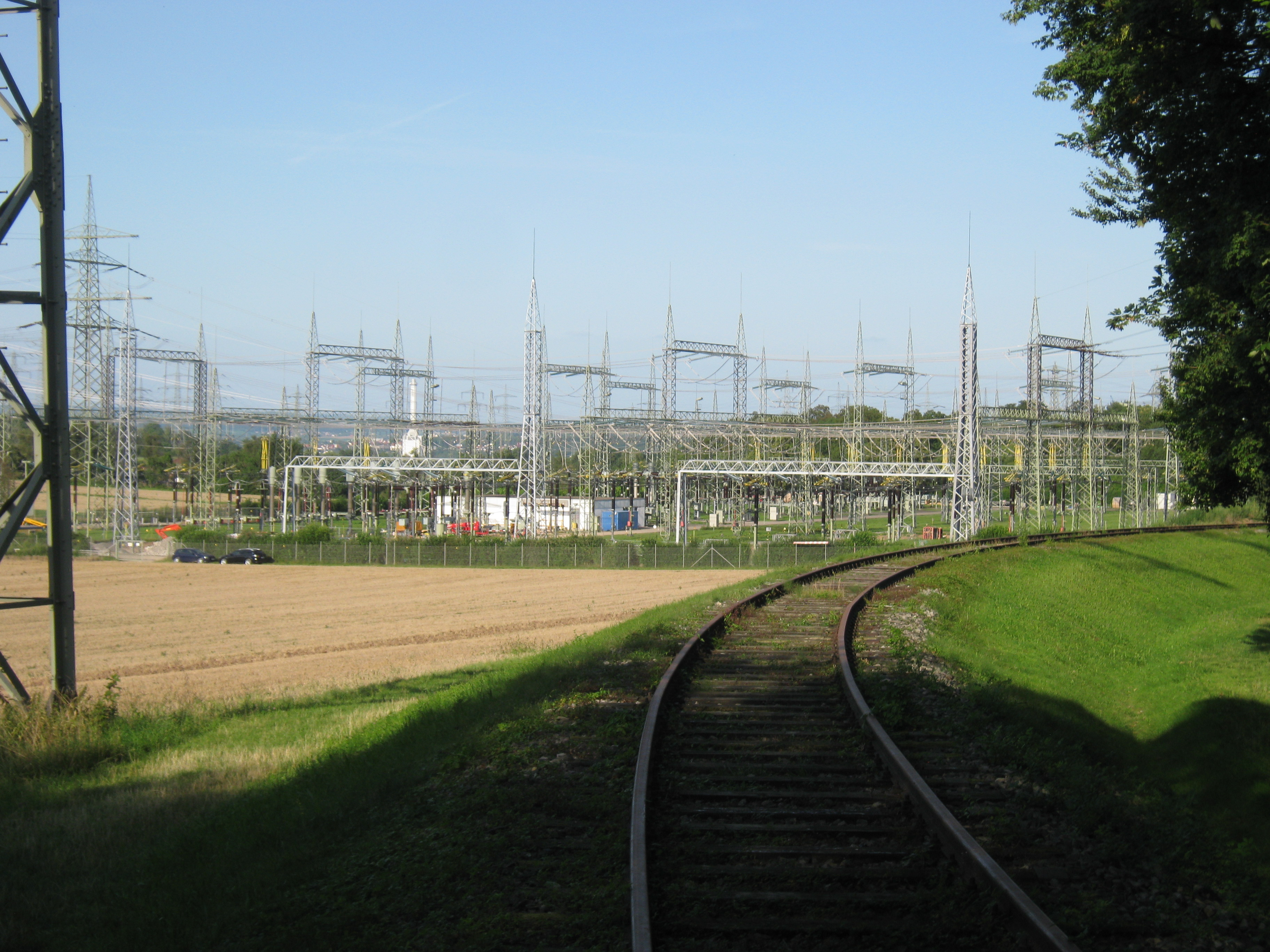
Anschlussgleis an das Umspannwerk

## Geschichte

### Vorangegangene Entwicklungen
Die Elektrifizierung Stuttgarts begann 1885 mit dem ersten Elektrizitätswerk, das 1899 um ein Laufwasserkraftwerk am Neckar bei Marbach ergänzt wurde. 1909 wurde dem Stuttgarter Bankier Albert Schwarz die Konzession für ein weiteres Wasserkraftwerk am Neckar oberhalb Beihingens erteilt. An der hierfür gegründeten Elektrizitätswerk Beihingen-Pleidelsheim AG beteiligte sich die Stadt Stuttgart mit 35 % der Aktien. Bedingung für den Betrieb war, dass der dort produzierte Strom „in erster Linie und für alle Zeiten“ Ludwigsburg und Umgebung bereitgestellt werden soll. Auch der Sitz der Gesellschaft wurde in Ludwigsburg eingerichtet. 1913 übernahm die Elektrizitäts-AG vormals W. Lahmeyer & Co. in Frankfurt am Main die Gesellschaft und nannte sie in Kraftwerk Altwürttemberg, kurz KAWAG, um. Das Wasserkraftwerk Pleidelsheim ging im Februar 1915 in Betrieb.
1921 gründeten die KAWAG und das Überlandwerk Hohenlohe-Öhringen die Großkraftwerk Württemberg AG, kurz GROWAG, die ein Dampfkraftwerk in Heilbronn errichtete. Bis 1923 schlossen sich mehrere württembergische Elektrizitätswerke der GROWAG an, auch der Volksstaat Württemberg beteiligte sich schließlich an ihr. Zum 23. Juli 1923 gründeten GROWAG, der Volkstaat Württemberg, der Bezirksverband Oberschwäbische Elektrizitätswerke (OEW) und mehrere Gemeindeverbände die Württembergische Sammelschienen AG (WÜSAG), um eine landesweite Energieversorgung aufzubauen. Bisher verfügten die Unternehmen über einige 60-kV-Leitungen, das zu einem Ringsystem zusammengeschlossen werden sollte. Es kam zu einem Interessenskonflikt mit der ebenfalls in Württemberg operierenden Württembergischen Landeselektrizitäts AG (WLAG), die bisher eine 110-kV-Leitung von Stuttgart nach Niederstotzingen betrieb und in diesem Gebiet aktiv war. An der WLAG beteiligte sich das Deutsche Reich, das in ihr ein Bindeglied eines reichsweiten Stromverbunds sah. So war eine Verbindung mit dem Hochspannungsnetz des Bayernwerks in der Realisierung begriffen und eine Verbindung mit dem Badenwerk in Planung.
Mit Inbetriebnahme der Vorgebirgszentrale (ab 1917 Goldenbergwerk) im Jahr 1914 entwickelte sich die Lahmeyer-Tochtergesellschaft RWE unter Hugo Stinnes vom regionalen Kraftwerksbetreiber im Rheinland und Teilen Westfalens zum überregionalen Energieversorger. Schon kurz nach dem Ersten Weltkrieg gab es den ambitionierten Plan, die Kraftwerke des RWE und ihr Übertragungsnetz mit Kraftwerken der anderen Tochtergesellschaften der Gruppe zu verbinden. Unter Arthur Koepchen, seit 1917 technischer Vorstand, erwarb das RWE von der Schweizer Elektrobank die Mehrheit an der Lahmeyer AG, die somit von der einstigen Muttergesellschaft zur Tochtergesellschaft wurde. Hierdurch kam das RWE auch in den Besitz mehrerer Energieversorgungsunternehmen im Süden Deutschlands, darunter die KAWAG. Nach einer Besichtigung der Anlagen der KAWAG und der Lechwerke durch Koepchen, Ernst Henke und Bernhard Salomon im selben Jahr, entwickelte sich die Idee, die Stromerzeugung der süddeutschen Wasserkraftwerke mit der der rheinischen Braunkohlekraftwerke zu koppeln, um in Württemberg nicht absetzbare Überkapazitäten
großräumig verteilen zu können. Der Interessenskonflikt mit dem Deutschen Reich über die Anbindung der Lechwerke machte eine Umplanung der vorgesehenen Verbundleitung nötig, die nun mit den Anlagen der GROWAG und der KAWAG verbunden werden sollte. Pläne von Mai 1923 sahen bereits eine Anbindung der stark industrialisierten Region am mittleren Neckar vor.
Die WÜSAG, an der das RWE über die GROWAG Anteile hielt, plante zusammen mit der OEW und der Schweizer Bündner Kraftwerke AG die Erschließung von Wasserkraftwerken in Vorarlberg. Nachdem sich letztere zurückzog und die GROWAG stattdessen einsprang, wurden im November 1924 von RWE, OEW, dem Volksstaat Württemberg und dem Land Vorarlberg die Vorarlberger Illwerke gegründet. Zügig begann der Bau der Verbundleitung vom Goldenbergwerk zunächst bis zum Knotenpunkt mit den Main-Kraftwerken in Kelsterbach. Bis 1926 war die Leitung bis zum Umspannwerk Mannheim-Rheinau, wo eine Verbindung mit dem Badenwerk bestand, mit zunächst 110 kV Spannung in Betrieb.

### Bau des Umspannwerks
Für die Weiterführung der Leitung von Rheinau bis nach Vorarlberg wurde die GROWAG beauftragt, die aus politischen Gründen anstelle des RWE als Ansprechpartner für die württembergischen Behörden diente. 1925 begann der Bau dieser Strecke bis zum Anschluss ans GROWAG-Kraftwerk Heilbronn bei Ludwigsburg. 1928 war der Leitungsabschnitt zusammen mit der ersten Ausbaustufe des Umspannwerks Hoheneck mit 110 kV Spannung in Betrieb.
Wie die anderen Umspannwerke der Nord-Süd-Leitung wurde Hoheneck nach einem einheitlichen Schaltungsschema geplant. Ausführend beim Bau waren die Siemens-Schuckertwerke, die im Rahmen eines Großauftrags den Bau und die umfangreichen Lieferungen an technischem Großgerät für alle Umspannanlagen übernahmen. Im Mai 1928 begann der Weiterbau der Nord-Süd-Leitung über das Umspannwerk Herbertingen bis Bludenz, ebenfalls wieder unter Federführung der GROWAG. Im Februar 1930 war die Strecke auf ihrer gesamten Länge fertiggestellt. Da bisher keinerlei Erfahrungen mit Spannungen oberhalb 100 kV ohne geerdeten Nullpunkt gemacht wurden, ging das RWE zur Vermeidung größerer Schäden bei der Umstellung der Betriebsspannung etappenweise vor. Der reguläre Betrieb auf der 220-kV-Ebene begann in Hoheneck im Oktober 1929. Anfang April 1930 folgte die Umstellung der Leitung von Hoheneck über Herbertingen bis Bludenz. Offiziell wurde der Verbundbetrieb zwischen rheinischer Kohle- und süddeutscher und alpiner Wasserkraft am 17. April 1930 aufgenommen.
Mit der WÜSAG wurden Verträge über einen Strombezug aus Hoheneck ausgehandelt, in denen sich das RWE zugleich verpflichtete, Strom nur an die WÜSAG zu liefern. Ein weiteres Abkommen wurde mit der Neckar AG in Stuttgart über den Bezug von elektrischer Energie aus mehreren Neckarstaustufen zwischen Kochendorf und Neckargemünd geschlossen. Hoheneck war somit als Einspeisepunkt für erzeugte elektrische Energie aus dem Kraftwerk Heilbronn, dem Wasserkraftwerk Pleidelsheim und den Laufwasserkraftwerken am Neckar vorgesehen. Nicht Teil der eingebundenen Energieversorgungsunternehmen wurde die WLAG, obwohl diese zur selben Zeit eine Verlängerung ihrer Leitungsanlage von Obertürkheim nach Westen baute, um über Pforzheim eine Verbindung zum Badenwerk herzustellen. Netzkarten der WÜSAG zeigten jedoch einen in der Realität so nicht existierenden Zusammenschluss der eigentlich südlich am Umspannwerk vorbeiführenden WLAG-Leitung Obertürkheim–Pforzheim mit dem RWE in Hoheneck.
In der ersten Ausbaustufen von 1928 war neben den beiden Sektionen der Nord-Süd-Leitung (Rheinau–Hoheneck und Hoheneck–Herbertingen) auch der gerade fertiggestellte 60-kV-Hochspannungsring der OEW bzw. WÜSAG (Abschnitte Enzberg–Hoheneck und Hoheneck–Pleidelsheim–Heilbronn) in die Anlage mit eingebunden. Die Leitung Pleidelsheim–Heilbronn gehörte eigentlich der KAWAG, die WÜSAG pachtete einen der Stromkreise. Weiterhin entstand eine 110-kV-Leitung von Hoheneck über Ellwangen und Harburg zum Anschluss an die Lechwerke, die erste Leitung der WÜSAG auf dieser Spannungsebene.
In der Zeit des Nationalsozialismus wurden die bisher konkurrierenden Energieversorgungsunternehmen WLAG und WÜSAG zur Elektrizitäts-Versorgung Württemberg AG (EVW) zusammengelegt, dieser Zusammenschluss wurde zum 1. Januar 1935 gültig. Zum 4. April 1939 wurden EVW und OEW zur Energie-Versorgung Schwaben (EVS) verschmolzen. Mitte der 1930er Jahre baute das RWE eine zweite Nord-Süd-Leitung, die vom Koepchenwerk bei Herdecke über das Umspannwerk Kelsterbach führte. Im Gegensatz zur Leitung aus den 1920er Jahren, führt diese quer durch die Mittelgebirge Siegerland, Westerwald und Odenwald. Gleichzeitig nahmen die Kraftwerke der Neckarstaustufen zwischen Heilbronn und Heidelberg ihren Betrieb auf. Zur Einspeisung dieser Wasserkräfte ins Netz des RWE entstand eine weitere Leitung zwischen den Umspannwerken Mannheim-Rheinau und Hoheneck, die entlang des Neckars führte und per Stichleitungen die Kraftwerke anband. Auf dieser wurde ein 110-kV-Stromkreis verlegt, der zusammen mit dem von Kelsterbach her kommenden 220-kV-Kreis zusammen auf demselben Gestänge verlegt wurde, allerdings nicht mehr bis Hoheneck verlängert wurde. 1944 entstand im Zuge der Kapazitätserweiterung des Schluchseewerks eine zweite 220-kV-Leitung von Hoheneck nach Tiengen, die Schwarzwaldleitung.
Zwischen 1938 und 1942 bauten die Technischen Werke der Stadt Stuttgart am Standort des Laufwasserkraftwerks in Marbach ein Kohlekraftwerk, das noch während der Bauphase an die EVS übertragen wurde. Neben der Einbindung der vormaligen WLAG-Leitung Obertürkheim–Pforzheim wurde das Kraftwerk über eine 110-kV-Doppelleitung auch direkt mit Hoheneck verbunden.
Im Jahr 1945 existierten folgende Leitungen:
220 kV
- Mannheim-Rheinau (2×)
- Herbertingen (2×)
- Kelsterbach
- Tiengen (2×)

110 kV
- Ellwangen (2×)
- Kraftwerk Marbach (2×)

60 kV
- Pleidelsheim → Kraftwerk Heilbronn (2×)
- Enzberg (2×)

### 380-kV-Anlage und Schaltleitung
Die Instandsetzung des kriegszerstörten Stromnetzes dauerte bis 1948, wobei bereits Anfang Juli 1945, wenige Wochen nach Kapitulation der Wehrmacht, der Verbundbetrieb zwischen Rheinland und Vorarlberg mit zunächst einem 220-kV-Stromkreis wieder aufgenommen werden konnte. Wassermangel, Rationierung und Zerstörung der Verkehrsinfrastruktur für Kohlelieferungen sorgten in dieser Zeit für eine angespannte Versorgungslage, die bis zum Ende der Rationierung und Anstieg der Steinkohleförderung nach der Währungsreform 1948 anhielt. In diesem Jahr gründete das RWE zusammen mit sieben weiteren westdeutschen Energieversorgungsunternehmen, der Elektrowerke AG und der Berliner Bewag die Deutsche Verbundgesellschaft (DVG), um den weiteren Ausbau des Verbundnetzes nach gemeinsamen Standards voranzutreiben. Die 1950 gegründete 400-kV-Forschungsgemeinschaft führte auf einem Testgelände in Mannheim-Rheinau Versuche mit Energieübertragung auf dieser Spannungsebene durch. 1954 baute das RWE im Rheinland die ersten Leitungen für 380 kV, gleichzeitig mit dem Ausbau der Kapazitäten der Kohlekraftwerke.
Die absehbare Erweiterung des RWE-Netzes um eine weitere Spannungsebene und die engere Vermaschung führten zum Entschluss, das Netz fortan von zwei Gruppenschaltleitungen im Norden und Süden des Netzgebiets zu überwachen. 1955 wurde daher die Gruppenschaltleitung Süd am Umspannwerk Hoheneck eingerichtet. Die Anlage wurde in der folgenden Zeit zum zentralen Knotenpunkt des südlichen RWE-Netzes ausgebaut: Insgesamt vierzehn 220-kV-Umspannwerke und knapp fünfzig 110-kV-Umspannwerke wurden von Hoheneck aus gesteuert.
Am 8. Oktober 1957 ging zwischen dem Umspannwerk Rommerskirchen und dem Umspannwerk Hoheneck die erste 380-kV-Leitung Deutschlands in Betrieb. Die zweikreisige Leitung wurde anfangs mit einem 380-kV- und einem 220-kV-Stromkreis betrieben. Westlich des bestehenden 220-kV-Schaltfelds, getrennt von der bestehenden Anlage, entstand eine 380-kV-Schaltanlage, die aus einer doppelten Sammelschiene und einer Umgehungsschiene bestand. Erstmals kamen Scherentrennschalter und Druckluft-Leistungsschalter für 380 kV zum Einsatz. Zur Kopplung mit dem 220-kV-Netz wurden drei Einphasen-Transformatoren mit je 660 MVA Leistung installiert sowie ein Reservesatz. Diese Anordnung wurde als Grundschema für zukünftig zu errichtende 380-kV-Anlagen entworfen.
Die natürliche Leistung der Leitung wurde mit 1,2 GW angegeben und galt als leistungsfähigste Hochspannungsanlage der Welt. Für 1959 wurde die gesamte natürliche Leistung aller Stromkreise zwischen dem rheinischen Revier und dem Umspannwerk Hoheneck mit 1,7 GW angegeben.

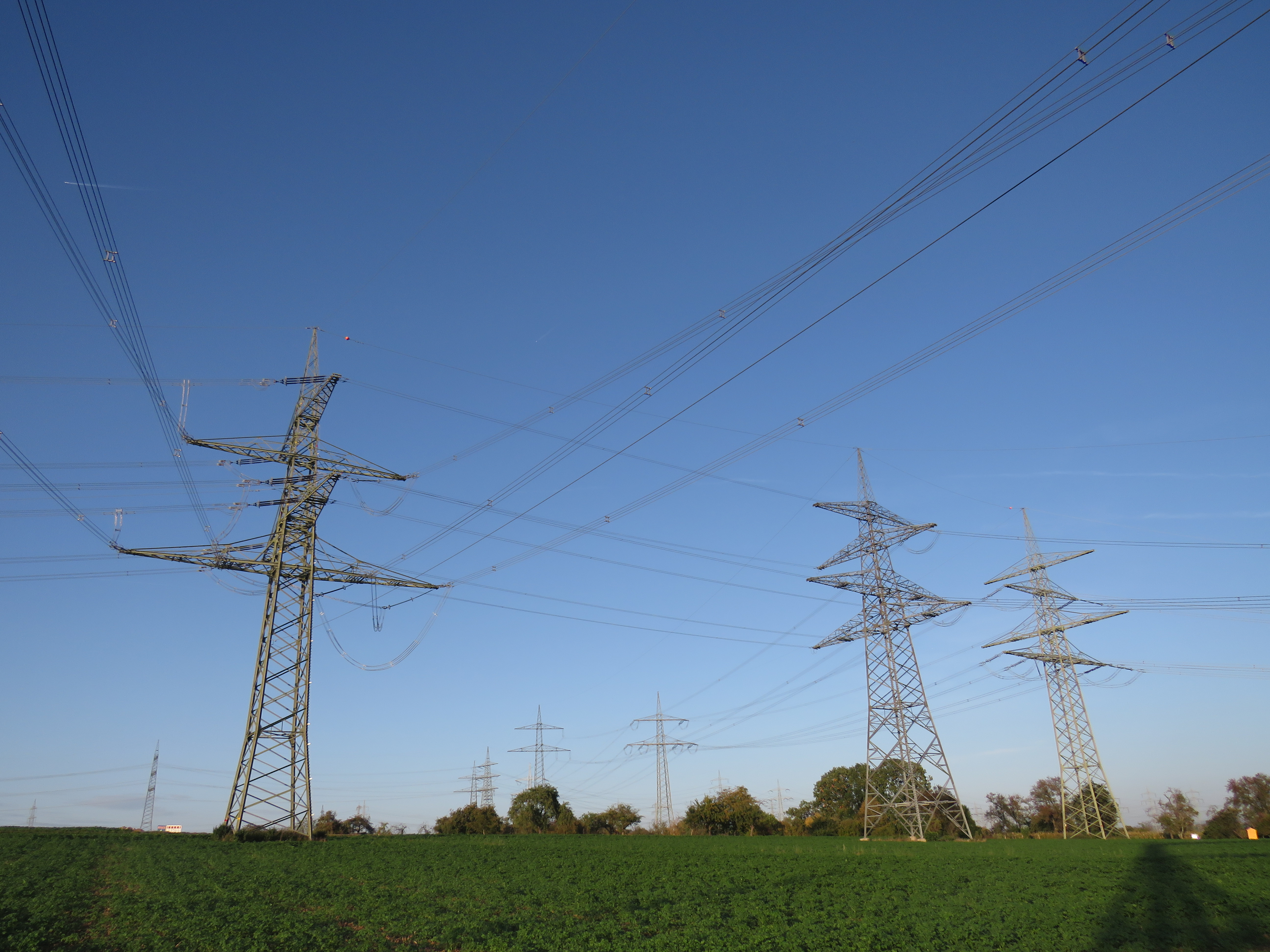
Einführung der 380-kV-Leitungen in die Schaltanlage, links abzweigend die 1957 fertiggestellte Leitung nach Rommerskirchen
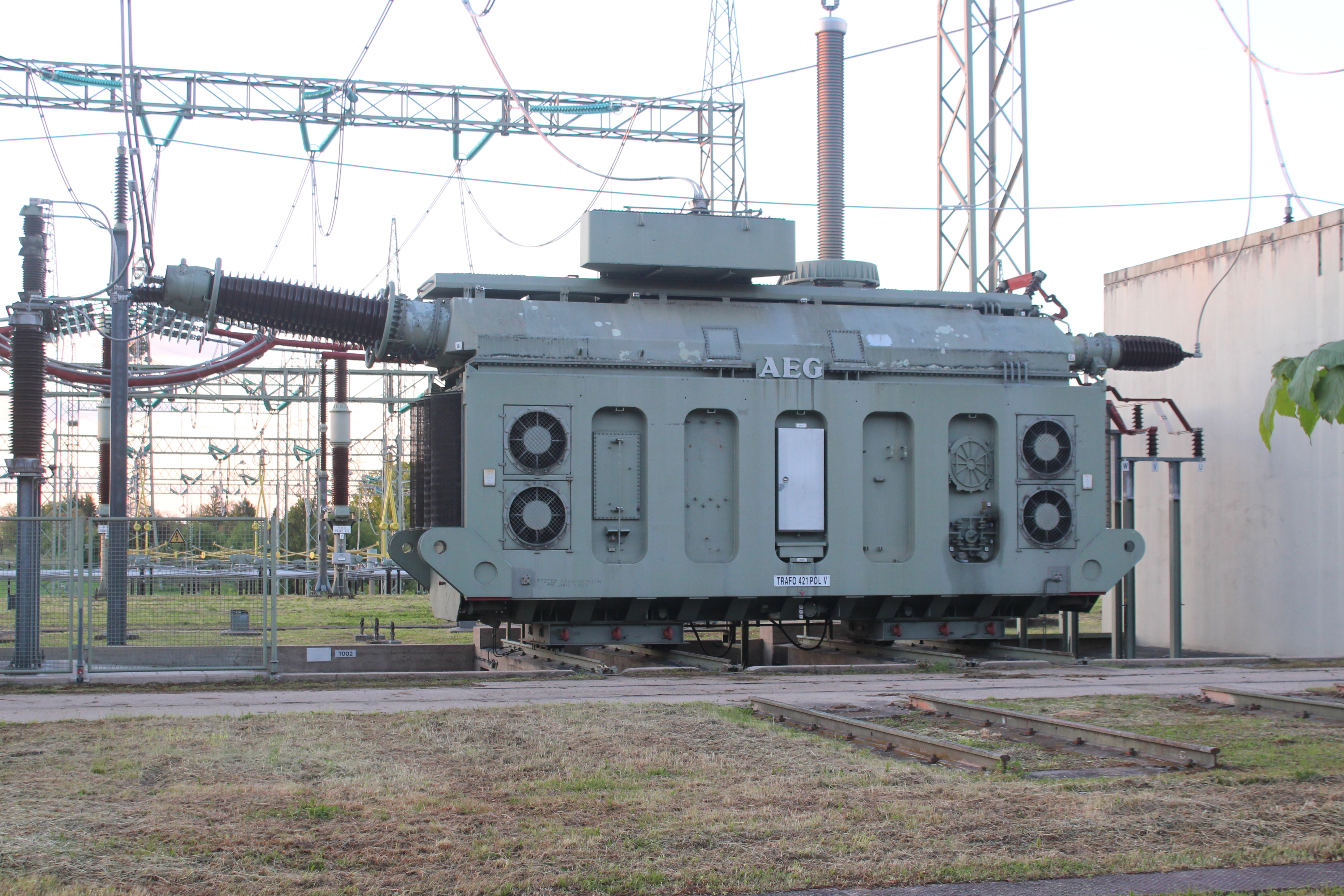
Einphasentransformator 380/220 kV

### Weiterer Ausbau
1954 wurde die Großkraftwerk Württemberg AG von der Energieversorgung Schwaben AG übernommen und daraufhin vollständig liquidiert. Die EVS baute den ehemaligen GROWAG-Standort im Heilbronner Hafen großflächig aus und errichtete dort ein neues Kohlekraftwerk. Die vormals existierende 60-kV-Leitung von Hoheneck über Pleidelsheim nach Heilbronn wurde durch eine vierkreisige 110-kV-Leitung ersetzt, von der zwei 110-kV-Stromkreise von Hoheneck nach Heilbronn (mit Einschleifung nach Meimsheim), ein 110-kV-Stromkreis vom Kraftwerk Marbach nach Heilbronn und ein 60-kV-Stromkreis von Hoheneck über Pleidelsheim nach Heilbronn führte. Letztgenannter wurde in den 1960er Jahren auf 110 kV umgestellt. Diese Leitung wurde als Gemeinschaftsgestänge des EVS mit der KAWAG konzipiert.
Ende der 1950er Jahre begann die EVS mit der Errichtung eines eigenen Höchstspannungsnetzes. Bisher wurde diese Aufgabe in Württemberg vom RWE übernommen, die EVS betrieb zusammen mit den Neckarwerken und der KAWAG das Mittel- und Hochspannungsnetz bis 110 kV. Die erste 220-kV-Leitung der EVS führte vom Kraftwerk Heilbronn über eine Einschleifung zum Umspannwerk Hoheneck bis im Höhe eines späteren Umspannwerks bei Aichholzhof. Der Abschnitt Heilbronn–Hoheneck dieser 1959 fertiggestellten Leitung ging bereits mit 220 kV Spannung in Betrieb, die Fortsetzung bis Aichholzhof zunächst provisorisch mit 110 kV und mündete in eine weiter nach Sindelfingen führende 110-kV-Leitung. Das heute dort befindliche Umspannwerk Pulverdingen entstand erst um 1970.
In den 1960er Jahren wurden von Hoheneck aus weitere 380-kV-Leitungen gebaut: 1964 wurde der zweite Stromkreis zwischen Rommerskirchen und Hoheneck auf 380 kV umgestellt. Auch die Strecke der Nord-Süd-Leitung zwischen Hoheneck und Tiengen wurde, unter Umgehung des Umspannwerks Herbertingen, für 380 kV umgerüstet. Eine in den 1950er Jahren als Vorleistung auf eine Verbindung Württembergs mit den Lechwerken in Bayerisch-Schwaben gebaute Leitung zwischen Poppenweiler und Wendlingen sollte ursprünglich in einem späteren Stadium auf 380 kV umgebaut werden. Von Wendlingen aus entstand eine Fortsetzung dieser Leitung zum Umspannwerk Dellmensingen bei Ulm. Bei der Umstellung auf 380 kV im Jahr 1966 baute man zwischen Hoheneck und Wendlingen stattdessen eine neue Trasse und nutzte die Bestandsleitung weiter als einkreisige 220-kV-Leitung. Neben dieser Leitung bestand zwischen Hoheneck und Wendlingen über einen Abzweig der 1944 gebauten Schwarzwaldleitung eine zweite Verbindung beider Umspannwerke. Es handelte sich um die einzige Leitungsverbindung auf Höchstspannungsebene zwischen den zusammenhängenden west- und süddeutschen Verbundnetz des RWE und dem übergeordneten Teilnetz im Versorgungsgebiet der Lechwerke.
Als die Neckarwerke AG mit ihrem Versorgungsgebiet rund um Stuttgart in den 1960er Jahren ihr 35-kV-Netz auf 110 kV Spannung ausbaute, entstand östlich neben dem Gelände des RWE/EVS eine separate Umspannanlage. Von dort führte eine Doppelleitung als Freileitung in Richtung Obertürkheim und eine Kabelstrecke nach Ludwigsburg.

### Seit 2000
Die Struktur der Betreibergesellschaften der Anlage änderte sich in den 2000er Jahren: Im Juni 2001 wurde die Kraftwerk Altwürttemberg AG zusammen mit den Main-Kraftwerken, der Kraftversorgugn Rhein-Wied und der AfE Aktiengesellschaft für Energiewirtschaft Bad Homburg zur Süwag Energie AG zusammengeschlossen. Hintergrund war die Neustrukturierung der Energiebeteiligungen des RWE – dieses hielt 77,6 % der Anteile am neuen Unternehmen. 2003 wurde aufgrund europäischer Vorgaben die Verbundnetzsparte des RWE ausgelagert zur RWE Transportnetz Strom GmbH, die seit 1. September 2009 Amprion heißt. Die 1997 aus der Fusion von EVS und Badenwerk entstandene EnBW Energie Baden-Württemberg führt ihr Übertragungsnetz seit 1. März 2012 als TransnetBW. Die Neckarwerke fusionierten ebenfalls 1997 mit den Technischen Werken der Stadt Stuttgart zur Neckarwerke Stuttgart AG, die wiederum 2003 von der EnBW übernommen wurde. Das 110-kV-Netz der EnBW, seit 1999 als EnBW Regional, firmiert seit 1. Februar 2014 als Netze BW.
Einige der ehemals nach Hoheneck führenden Freileitungen wurden in den Jahren nach 2000 demontiert, da sie aufgrund von Netzstrukturierungen entbehrlich geworden waren. Dies betraf vor allem das 220-kV-Netz, das in den nächsten Jahren schrittweise durch die 380-kV-Ebene ersetzt werden soll. 
Seit Herbst 2020 wird der von Amprion betriebene Anlagenteil im großen Maßstab umgebaut. Der verbliebene 220-kV Anlagenteil ging während des Jahres 2023 vollständig außer Betrieb und wird seither zurückgebaut. Geplant sind ein kompletter Neubau der Leitstelle (Gruppenschaltleitung Süd) und eines neuen Betriebshofes auf dem Gelände der bisherigen 220-kV-Schaltanlage.  Im Juli 2024 wurde hier der erste rotierende Phasenschieber in Baden-Württemberg in Betrieb genommen. Dessen Bau dauerte drei Jahre. Der Transformator mit einem Gewicht von 370 Tonnen kam auf der Schiene nach Ludwigsburg. Der Generator und seine Schwungmasse wiegen 360 beziehungsweise 133 Tonnen und wurden in Mülheim an der Ruhr von Siemens Energy gefertigt. Die Investitionskosten beliefen sich auf 60 Millionen Euro.

## Technischer Aufbau
Insgesamt befinden sich auf dem Werksgelände eine 380-kV-Schaltanlage mit drei Sammelschienen sowie – getrennt durch eine öffentliche Straße – drei getrennte Schaltanlagen für 110 kV, mit je zwei Sammelschienen. Zwei Kuppeltransformatoren wandeln die Spannung von 380 kV in 110 kV um. Die Kuppelleitungen zwischen den Anlagenteilen verlaufen teils zusammen mit den von Hoheneck wegführenden Stromkreisen auf denselben Leitungstrassen mit.
Neben den zur Umspannung nötigen technischen Anlagenteilen befinden sich auf dem Gelände mehrere Servicegebäude, ein Richtfunkturm sowie die Leitstelle des Betreibers Amprion.

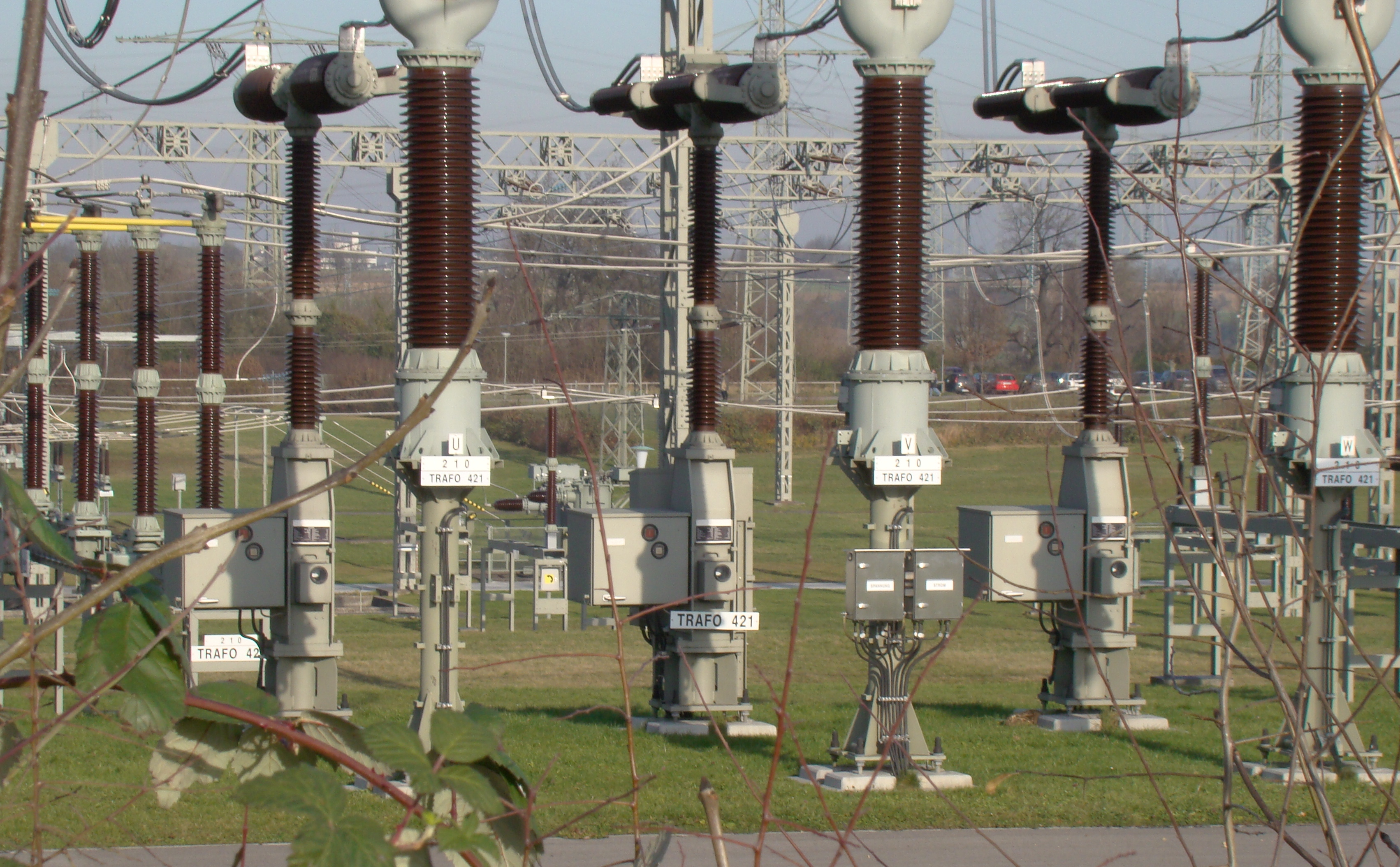
Leistungsschalter der 380-kV-Anlage
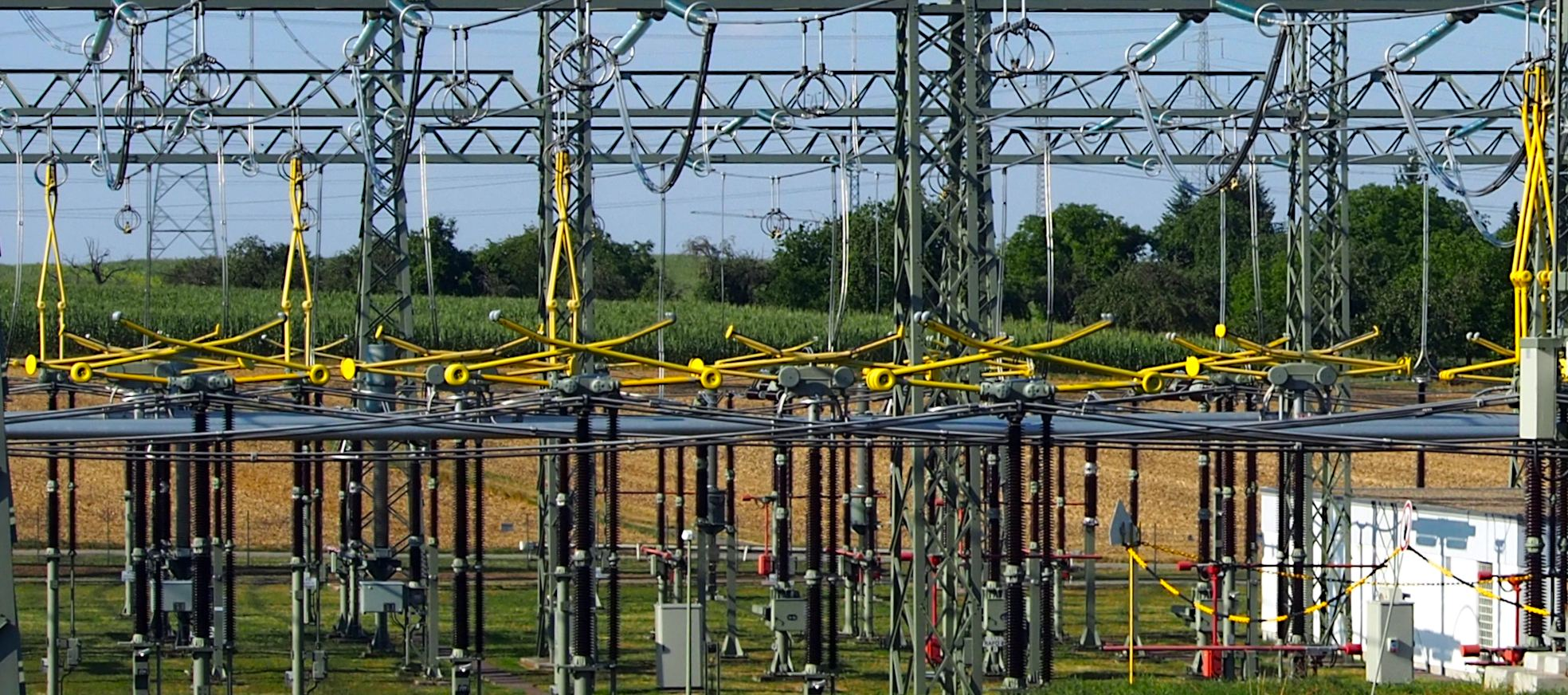
Die Trennschalter sind gelb angestrichen.
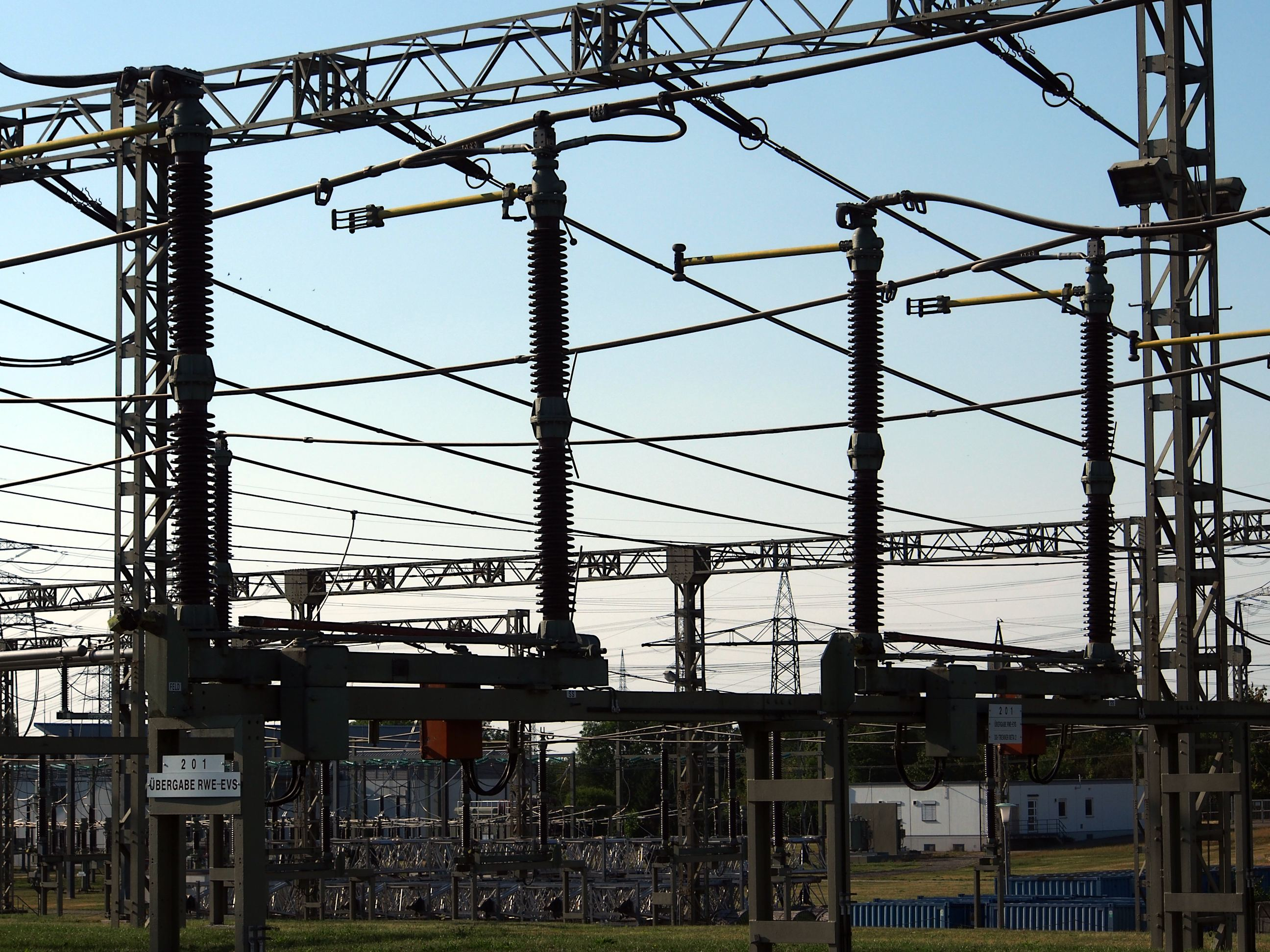
»Übergabe RWE–EVS«
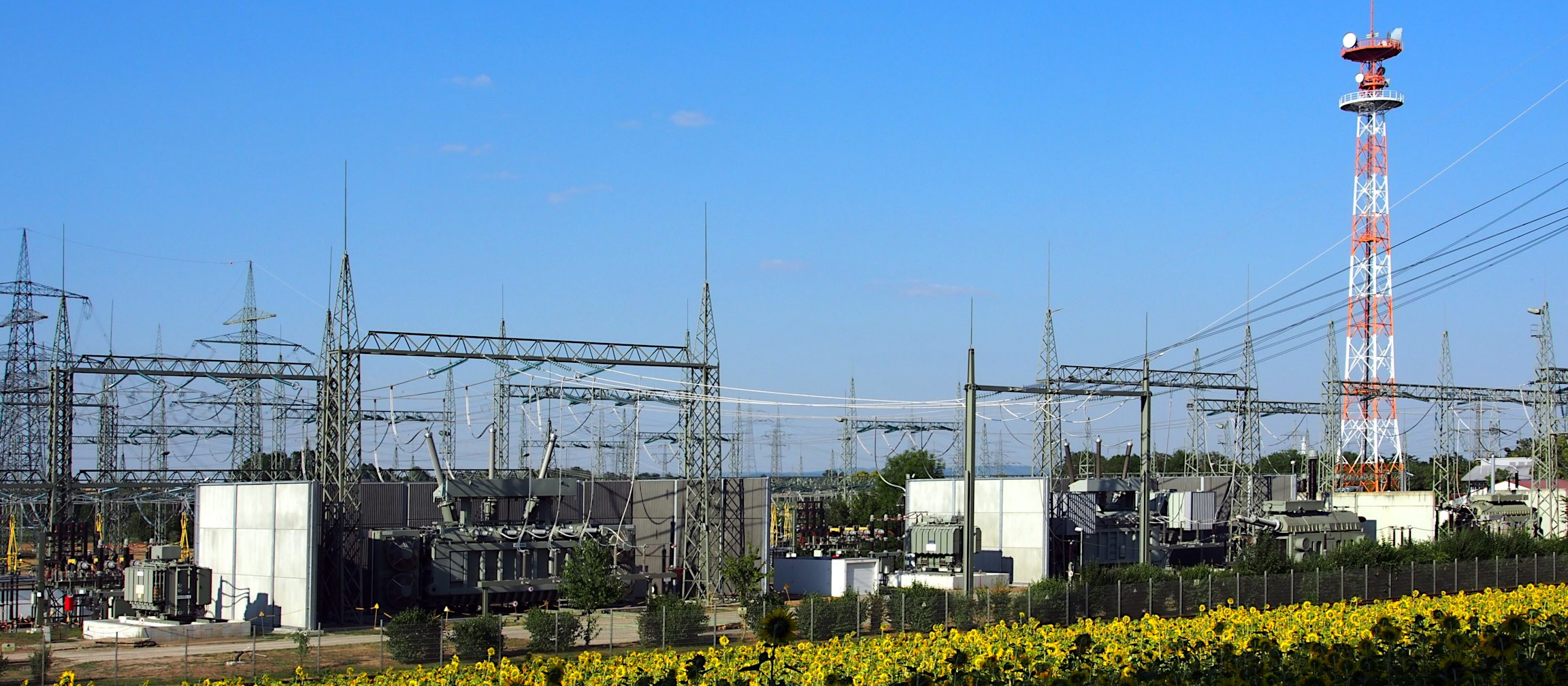
Die Höchstspannungs-Transformatoren

### Freileitungen
Heute nicht mehr bestehende Hochspannungsleitungen sind kursiv aufgeführt. Angegeben ist hierbei der zuletzt, zum Zeitpunkt der Demontage, bestehende Verlauf.
| Netzbetreiber         | Spannung       | Name des Stromkreises               | Trassenbezeichnung                  | Zielort/-station | Baujahr | Himmels- richtung | Bemerkungen |
| --------------------- | -------------- | ----------------------------------- | ----------------------------------- | ---------------- | --- | --- | --- |
|                       | 380 kV         | Kugelberg West                      | Bl. 4524 Rheinau – Hoheneck         | Mannheim-Rheinau | 1957 | Nord | Teil der 380-kV-Leitung Rommerskirchen–Hoheneck, bis 2019 beide Stromkreise durchgängig bis Bürstadt                                                                                 |
| Kugelberg Ost         | 380 kV         |                                     | Bl. 4524 Rheinau – Hoheneck         | Mannheim-Rheinau | 1957 | Nord | Teil der 380-kV-Leitung Rommerskirchen–Hoheneck, bis 2019 beide Stromkreise durchgängig bis Bürstadt                                                                                 |
| Donau Ost             | 380 kV         | Anlage 0315 Hoheneck – Wernau       | Vöhringen                           |                  | Gemeinschaftstrasse mit der TransnetBW | Nord | |
| Herbertingen West     | 380 kV         | Bl. 4508 Hoheneck – Herbertingen    | Herbertingen                        | 1929             | Süd | Teil der historischen Nord-Süd-Leitung, Umstellung des Stromkreises bis Tiengen auf 380 kV 1964, seit 1998 Einbindung in 380-kV-Anlage des Umspannwerks Herbertingen | |
| 220 kV (bis 2023)     | Beerfelden Ost | Bl. 2333 Großgartach – Hoheneck     | Beerfelden                          | 1936             | Nord | Leitung abgebaut 2004 | |
| 220 kV (bis 2023)     | Großgartach    | Bl. 2333 Großgartach – Hoheneck     |                                     | 1936             | Nord | Leitung abgebaut 2004 | |
| 220 kV (bis 2023)     | Hoheneck West  | Bl. 4507 Pkt. Fürfeld – Hoheneck    | Mannheim-Rheinau                    | 1928             | Nord | Teil der historischen Nord-Süd-Leitung | |
| 220 kV (bis 2023)     | Rheinau Ost    | Bl. 4507 Pkt. Fürfeld – Hoheneck    | Mannheim-Rheinau                    | 1928             | Nord | Teil der historischen Nord-Süd-Leitung, Außerbetriebnahme des Stromkreises 2023.                                                                                     | |
| 220 kV (bis 2023)     | Bludenz West   | Bl. 4508 Hoheneck – Herbertingen    | Bürs                                | 1929             | Süd | Teil der historischen Nord-Süd-Leitung, seit 2022 endet der Stromkreis Bludenz West in Herbertingen.                                                                 | |
|                       | 110 kV         | Pleidelsheim Ost                    | Bl. 0130 Heilbronn – Hoheneck       | Pleidelsheim     | 1954 | Nord | |
|                       | 110 kV         |                                     | Kraftwerk Pleidelsheim              |                  | Abgebaut ca. 2004 | Nord | |
| Pleidelsheim West     | 110 kV         | Anlage 0206                         | Pleidelsheim → Großgartach          |                  | Gemeinschaftstrasse mit der Netze BW, führte bis ca. 2004 zum Kraftwerk Marbach                                                           | Nord | |
| Remstal Nord          | 110 kV         | Anlage 0326 Hoheneck – Winnenden    | Winnenden                           |                  | Süd | Gemeinschaftstrasse mit der TransnetBW, bis etwa 2014 mit 220 kV betrieben                                                                                           | |
| Remstal Süd           | 110 kV         | Anlage 0326 Hoheneck – Winnenden    | Winnenden                           |                  | Süd | Gemeinschaftstrasse mit der TransnetBW, bis etwa 2014 mit 220 kV betrieben                                                                                           | |
|                       | 380 kV         | HOHCK – PULVE                       | Anlage 0332 Pulverdingen – Hoheneck | Pulverdingen     | 1974, 2012 | Nord | Führt auf die vierkreisige Leitung Hoheneck–Pulverdingen, Einschleifung im Zuge des 380-kV-Umbaus der Strecke Großgartach–Mühlhausen auf 2012 gebautem, einkreisigen Leitungsabzweig |
| 220 kV                | NWHEI – HOHCK  | Anlage 0313 Hoheneck – Pulverdingen | Neckarwestheim                      | 1959             | Außerbetriebnahme 2020 | Nord | |
| 220 kV                |                | Anlage 0315 Hoheneck – Wernau       | Pulverdingen                        |                  | Außerbetriebnahme der Einschleifung und Durchbindung des Stromkreises als Verbindung Pulverdingen–Marbach 2020                            | Nord | |
| 220 kV                | Wendlingen     | Anlage 0315 Hoheneck – Wernau       |                                     |                  | Außerbetriebnahme der Einschleifung und Durchbindung des Stromkreises als Verbindung Pulverdingen–Marbach 2020                            | Nord | |
| 220 kV                |                |                                     | Wendlingen                          | 1954             | Teilweise Umstellung der Trasse auf 380 kV, Abbau der letzten Teilstücke 220-kV-Leitung nach Wendlingen 2017                              | Nord | |
| 220 kV                |                |                                     | Mühlhausen                          | 1944             | Schwarzwaldleitung, ursprünglich bis Tiengen, Abbau des Teilstücks bis Altbach 2006                                                       | Nord | |
| 220 kV                |                |                                     | Mühlhausen                          | 1944             | Schwarzwaldleitung, ursprünglich bis Tiengen, Abbau des Teilstücks bis Altbach 2006                                                       | Nord | |
|                       | 110 kV         | HOHCK – PULVE                       | Anlage 0203                         | Pulverdingen     | | Nord | |
| HOHCK – LAUFN – MARBA | 110 kV         | Anlage 0206                         | Lauffen → Kraftwerk Marbach         | 1941             | | Nord | |
|                       | 110 kV         | Anlage 9121 Walheim – Hoheneck      | Kraftwerk Walheim                   |                  | Leitung der ehem. Neckarwerke AG, Leitungsführung zunächst als Erdkabel, Übergang auf Freileitung an der Bahnstrecke Backnang–Ludwigsburg | Nord | |
|                       | 110 kV         | Anlage 9121 Walheim – Hoheneck      | Kraftwerk Walheim                   |                  | Leitung der ehem. Neckarwerke AG, Leitungsführung zunächst als Erdkabel, Übergang auf Freileitung an der Bahnstrecke Backnang–Ludwigsburg | Nord | |
| FLWST – HONCK – MULHS | 110 kV         | Anlage 9147                         | Mühlhausen → Fellbach West          |                  | Leitung der ehem. Neckarwerke AG | Nord | |
| FLWST – HONCK – MULHS | 110 kV         | Anlage 9147                         | Mühlhausen → Fellbach West          |                  | Leitung der ehem. Neckarwerke AG | Nord | |